# José Pérez Francés

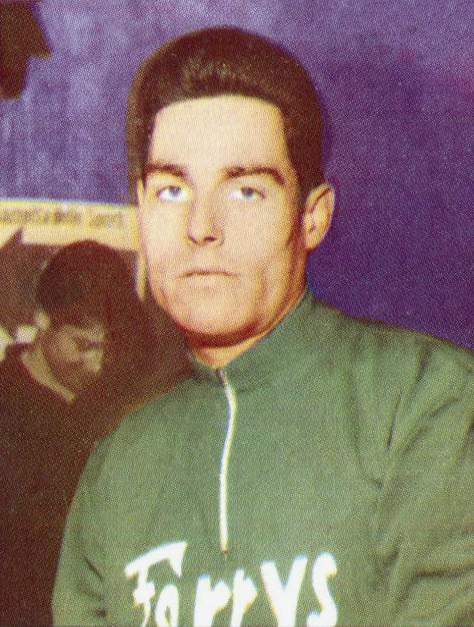
José Pérez Francés

José Pérez Francés (Santander, 27 december 1936 - Barcelona, 30 september 2021) was een Spaans wielrenner.

## Levensloop en carrière
Pérez Francés werd prof in 1960. In 1963 won hij het Kampioenschap van Spanje. Hij eindigde in alle drie de grote rondes in de top vijf.

## Resultaten in voornaamste wedstrijden
| Jaar | Ronde van Italië | Ronde van Frankrijk | Ronde van Spanje |
| ---- | ---------------- | ------------------- | ---------------- |
| 1960 |                  |                     | opgave           |
| 1961 |                  | 7e                  | ↑ (1)            |
| 1962 | 6e               |                     | ↑                |
| 1963 |                  | ↑                   | opgave (1)       |
| 1964 |                  | opgave              | ↑                |
| 1965 |                  | 6e (1)              | opgave           |
| 1966 |                  |                     | opgave           |
| 1967 | 5e               |                     | 10e              |
| 1968 |                  | opgave              | ↑ (1)            |
| 1969 |                  | opgave              | 27e              |

| Jaar | Milaan-San Remo |
| ---- | --------------- |
| 1960 |                 |
| 1961 |                 |
| 1962 | 37e             |
| 1963 |                 |
| 1964 | 16e             |
| 1965 | 20e             |
| 1966 | 28e             |
| 1967 |                 |
| 1968 |                 |
| 1969 |                 |